# Kaska
Kaska, ogranak Nahane Indijanaca, porodica Athapaskan, koju se su prema Hodgeu činile bande ili skupine Titshotina i Etagottine. Ime Kaska ponekad se koristi za označavanje svih Nahane skupina.
Kaska plemena živjela su i žive između Coast i Rocky Mountainsa u sjeveroistočnoj Britanskoj Kolumbiji i jugoistočnom Yukonu. Njihovo glavno zanimanje je lov na karibua. nastambe su im privremena skloništa tepee ili nastamba od drvenog kostura prekrivenog granjem, ljeti ponekad samo kakva nadstrešnica. Kreću se zimi na krpljama, tobogganom i po rijekama i jezerima kanuom.
O religiji nije mnogo poznato, imaju šamane i vjeruju u duše životinja. Danas su u B.C. podijeljeni na 5 bandi: Dease River First Nation na Good Hope Lake; Daylu Dena Council u Lower Post; i Kwadacha First Nation u Fort Ware, sjeverno od Prince George. Skupine u Yukonu groups su Liard First Nation na Watson Lake i the Ross River Dena Council u Ross River. U ranom 21 stoljeću ima ih oko 2.200 Kaska.